# Aethianoplis leucopus
Aethianoplis leucopus är en stekelart som beskrevs av Heinrich 1968. Aethianoplis leucopus ingår i släktet Aethianoplis och familjen brokparasitsteklar. Inga underarter finns listade i Catalogue of Life.